# Boy Westerhof
Boy Westerhof (Assen, 24 oktober 1985) is een Nederlands professioneel tennisser. Westerhof is voornamelijk actief op de ATP Challenger Tour, het op een na hoogste internationale tennisniveau. In zijn carrière won Westerhof acht dubbeltitels op challengerniveau.
Op het ATP-toernooi van Umag 2013 maakte Westerhof zijn debuut op het hoogste niveau, door zich via het kwalificatietoernooi voor het hoofdtoernooi te plaatsen. In de eerste ronde verloor hij van Aljaž Bedene.

## Titels

### Dubbelspel
| Nr.                              | Datum             | Toernooi            | Ondergrond | Partner                 | Tegenstanders in finale               | Uitslag           |
| -------------------------------- | ----------------- | ------------------- | ---------- | ----------------------- | ------------------------------------- | ----------------- |
| Gewonnen challengers herendubbel |                   |                     |            |                         |                                       |                   |
| 1.                               | 30 juli 2007      | Saransk             | Gravel     | Antal van der Duim      | Alexej Kedrjoek Uros Vico             | 2-6, 7-6, [11-9]  |
| 2.                               | 20 augustus 2007  | Manerbio            | Gravel     | Antal van der Duim      | Frederico Gil Alberto Martín          | 7-6, 3-6, [10-8]  |
| 3.                               | 9 juli 2012       | Scheveningen        | Gravel     | Antal van der Duim      | Rameez Junaid Simon Stadler           | 6-4, 5-7, [10-7]  |
| 4.                               | 8 juli 2013       | Scheveningen        | Gravel     | Antal van der Duim      | Gero Kretschner Alexander Satstsjko   | 6-3, 6-3          |
| 5.                               | 3 september 2013  | Alphen aan den Rijn | Gravel     | Antal van der Duim      | Simon Greul Wesley Koolhof            | 4-6, 6-3, [12-10] |
| 6.                               | 13 juli 2014      | Scheveningen        | Gravel     | Matwé Middelkoop        | Martin Fischer Jesse Huta Galung      | 6-4, 3-6, [10-6]  |
| 7.                               | 7 september 2014  | Alphen aan den Rijn | Gravel     | Antal van der Duim      | Rubén Ramírez Hidalgo Matteo Viola    | 6-1, 6-3          |
| 8.                               | 14 september 2014 | Sevilla             | Gravel     | Antal van der Duim      | James Cluskey Jesse Huta Galung       | 7-6, 6-4          |
| 9.                               | 10 september 2017 | Alphen aan den Rijn | Gravel     | Botic van de Zandschulp | Alexandar Lazov Volodymyr Uzhylovskyi | 7-6, 7-5          |

## Positie ATP-ranglijst enkelspel en dubbelspel einde seizoen
- 2006: 625 / 687
- 2007: 617 / 252
- 2008: 283 / 271
- 2009: 459 / 269

- 2010: 614 / 321
- 2011: 340 / Geen notering
- 2012: 255 / 470
- 2013: 236 / 200

- 2014: 234 / 175
- 2015: 560 / 364
- 2016: 650 / 467
- 2017: 433 / 278